# Fazıl Hüsnü Dağlarca
Fazıl Hüsnü Dağlarca (n. 26 august 1914, Constantinopol, Imperiul Otoman – d. 15 octombrie 2008, Istanbul, Turcia) a fost un poet turc, unul dintre cei mai prolifici din țara sa, cu peste 60 de colecții de poezii publicate începând cu 2007. A fost laureat al Premiului Coroana de Aur la [[Serile de Poezie de la Struga],.
Folosirea puristă de către Dağlarca a limbii turce a adus o nouă dimensiune literaturii turce⁠(d) contemporane. Poeziile sale tratează teme precum preistoria omenirii și a cosmosului, dar și teme antimilitariste și Războiul de Independență al Turciei.
O selecție dintre poeziile sale au fost traduse în engleză de Talat Sait Halman⁠(d) (Selected Poems, Pittsburgh, PA: University of Pittsburgh Press, 1969).

## Biografie
S-a născut la 26 august 1914 la Istanbul. Este fiul locotenentului colonel de cavalerie Hasan Hüsnü Bey. Și-a terminat studiile primare la Konya, Kayseri, Adana și Kozan, iar studiile secundare la Liceul Militar Kuleli, la care a intrat după școala secundară Tarsus și Adana, în 1933. Familie, Ataç, Çağrı, Revoluție, Tineretul Revoluționar, Săptămâna Culturii, Turcă, Limba Turcă, Patria Turcă, Varietate, Vatan, Yeditepe, Yücel, Inovație și DirecțieȘi-a publicat poeziile în reviste și ziare precum În 1935, ca ofițer de infanterie, a călătorit în multe părți ale Anatoliei de Est și Centrale și Traciei. După ce a împlinit cincisprezece ani de serviciu în armată, a părăsit armata în 1950 cu gradul de prim-locotenent. Între 1952-1960, a lucrat ca inspector de muncă în Ministerul Muncii din Istanbul. A câștigat Premiul de Poezie Yeditepe cu lucrarea sa Âsû (1955-1956).
Fazıl Hüsnü, care și-a petrecut anii copilăriei într-un mediu familial cultivat, s-a dedicat în întregime poeziei și literaturii în anii de liceu, după primele sale experimente de poezie. Numele său a început să fie auzit în cercurile literare odată cu poeziile sale publicate în revista Varlık în anii 1930. A reușit să atragă atenția unui cerc mai larg cu prima sa carte de poezie, The World Drawn to the Air, care a fost publicată în ziua în care a absolvit Academia Militară. În lumea literară, numele său este adoptat în principal cu Copilul și Dumnezeu (1940). În anii următori, Yücel, Tineretul Revoluționar, Limba turcă, Yeditepe, Çağrı, Türk Yurdu, Sailing, Poeziile sale sunt publicate în reviste precum Literary World, Papyrus, Sanat Olayi, Dost și Show. În 1951, poezii pentru copii au fost publicate și în revista „Copiii și Yuva” din Ankara, iar în timp ce conducea Editura Kitap, a publicat o revistă cu patruzeci și trei de numere în limba turcă (ianuarie 1960 – iulie 1964). Numărul cărților de poezie ale lui Fazıl Hüsnü, care a continuat să scrie poezie ușor ca obișnuință până în ultimele sale zile, ajunge la șaptezeci.

## Opera literară
În ceea ce privește tehnica folosirii silabelor în primele poezii ale lui Dağlarca, care a beneficiat și de posibilitățile existente ale poeziei turcești cu talentul său puternic de-a lungul vieții sale de poezie, care a acoperit un proces îndelungat, Silabele Beș s-au distins de Necip Fazıl Kısakürek, Ahmet Hamdi Tanpınar, Cahit Sıtkı Tarancı și Ahmet Muhip Dıranas din punct de vedere al temelor metafizice și cosmice.efectul menționat. În timp ce slujea ca soldat, în special în Anatolia de Est, Dağlarca, care a trăit în munți și versanți cu natura, stelele și lumea cosmică, în timpul de veghe de noapte. Poeziile sale în. La baza acestei lucrări se află relația misterioasă dintre univers și ființe umane, cu vise bogate și magnifice. După această lucrare, care a deschis calea poeziei sale din punct de vedere al limbajului și al structurii, s-a mutat într-o zonă în care cea rațională a ieșit în prim-plan, iar poezia sa, care a îmbrățișat probleme istorice și actuale, a scos la iveală, într-un fel, modernizarea. a Republicii. Diversitatea temelor din poezia lui Daglarca din poezia sa atrage atenția. Este posibil să le grupăm ca poezii lirice și filozofice, poezii metafizice cu teme intense precum timpul, universul, viața și moartea, epopee, poezii cu conținut social și politic și poezii pentru copii.
Poezia lui Daglarca, care dezvăluie niște vise și simboluri precum sentimentul evadării dincolo de existență, esența lumii cosmice, fricile de origine necunoscută, dorul de veșnicie, care sunt la fel de vechi ca istoria umanității, într-un mod unic. a fost acceptată ca exemple remarcabile de poezie turcească în perioada republicană. El a surprins foarte bine neputința munților de ființe umane în fața tragediei morții și și-a exprimat dragostea și apărarea patriei în epopeele sale. Poezia lui Daglarca, care seamănă foarte mult cu mișcarea suprarealistă bazată pe asocieri subconștiente și libere, care a fost văzută intens mai ales după anii ’50 cu influența poeziei occidentale în poezia turcă, reflectă o înțelegere cu totul unică, care a apărut spontan dintr-un asemenea mod de a sentiment și dezvoltat în timp. Dağlarca a numit versul „Turcul meu este steagul meu voce” pentru o carte de poezie, După anii 1960, s-a ocupat și de probleme politice cotidiene și nu a omis să scrie niște poezii slogan, precum și poezii care vizează colonialismul occidental. Unele dintre cărțile lui Dağlarca, care au primit numeroase premii de-a lungul vieții, au fost traduse în diferite limbi, iar numărul lor este de peste 100, inclusiv poezii pentru copii. Selecții din poeziile sale de Talât Sait HalmanA fost tradusă în engleză ca Selected Poems (Pittsburg, 1969).
După ce a plecat de aici, a deschis librăria „Kitap” în Aksaray, Istanbul și a început să publice. Între ianuarie 1960 și iulie 1964, a publicat timp de patru ani revista lunară numită Turkish.a scos-o. Primul său articol este o poveste publicată în ziarul Yeni Adana în 1927. A început să-și facă un nume cu poezia sa „Slowing Life”, care a fost publicată în revista Istanbul în 1933. Poeziile sale au fost publicate în revistele Varlık, Săptămâna culturii, Yücel, Aile, İnkılâpçı Youth, Yeditepe și Türk Dili. Poetul, căruia i s-a acordat numeroase premii până astăzi, a fost selectat drept „Cel mai bun poet turc” de către Forumul Internațional de Poezie din SUA în 1967.
Dağlarca, descris drept „marele poet al poeziei turcești ”, a murit la vârsta de 94 de ani în spitalul unde a fost tratat de pneumonie. 
Poetul Fazıl Hüsnü Dağlarca, într-un interviu pe care l-a făcut în primele luni ale acestui an, a dorit să transforme casa în care locuia în Kadıköy într-un muzeu după moartea sa. Dağlarca și-a donat casa municipalității Kadıköy și a făcut testament primarului Kadıköy, Selami Öztürk, care l-a vizitat în casa sa de pe strada Mühürdar, pentru a-și transforma casa într-un muzeu. A fost înmormântat în cimitirul Karacaahmet pe 20 octombrie 2008.
Poeziile sale, care au fost găsite în casa lui după viața sa, au fost adunate în 3 cărți sub titlul „Fugitivi”.
Fazıl Hüsnü Dağlarca a murit la 16 octombrie 2008 la Istanbul, la vârsta de 94 de ani. El a fost înmormântat la Cimitirul Karacaahmet la 20 octombrie 2008, în urma unei ceremonii funerare desfășurate la Opera Süreyya la care au participat politicieni și oficiali de rang înalt.
Potrivit documentelor publicate de Academia Suedeză, care și-a deschis arhivele de 50 de ani în 2022, s-a dezvăluit că numele lui Fazıl Hüsnü Dağlarca a fost inclus în lista de 90 de candidați pregătită pentru Premiul Nobel pentru Literatură în 1971, câștigat de poetul și scriitorul chilian Pablo Neruda.